# Mr. Young
Mr Young est série télévisée canadienne en 80 épisodes de 22 minutes, créée par Dan Signer et diffusée entre le 1er mars 2011 et le 28 novembre 2013 sur YTV.
Au Québec, elle a été diffusée à partir du 17 juin 2013 sur VRAK.TV, et en France sur Canal J.

## Synopsis
Adam Young est un jeune prodige qui est diplômé de l'Université à 14 ans. Il décide de retourner à l'école secondaire pour enseigner comme professeur de sciences. Toutefois, il a 14 ans, et les étudiants n'ont aucun respect pour lui, ce qui lui procure quelques ennuis.

## Distribution

### Voix originales
- Brendan Meyer (en) (VQ : Hugolin Chevrette) : Adam Young
- Matreya Fedor (en) (VQ : Kim Jalabert) : Echo
- Gig Morton (en) (VQ : Damien Muller) : Derby
- Emily Tennant (VQ : Rachel Graton) : Ivy Young
- Milo Shandel (pl) (VQ : Pierre Auger) : Principal Tater
- Kurt Ostlund (de) (VQ : Philippe Martin) : Slab
- Paula Shaw (VQ : Chantal Baril) : Mme Byrne (44 épisodes)
- Raugi Yu (en) (VQ : Frédéric Desager) : Dang (39 épisodes)
- Anna Galvin (VQ : Catherine Hamann) : Rachel Young (18 épisodes)
- Brett Dier (VQ : David Laurin) : Hutch (7 épisodes)

 Source et légende : version québécoise (VQ) sur Doublage.qc.ca

## Épisodes

### Première saison (2011)
1. De retour au collège (Mr. Young)
2. Trop jeune Mr Young (Mr. Younger Man)
3. Bienvenue Arthur (Mr. Roboto)
4. Le Champion des colles (Mr. Detention)
5. Monsieur ADN (Mr. DNA)
6. Mr le Chimiste (Mr. Inventor)
7. Mr Vérité (Mr. Honest)
8. Mr Le Chanteur (Mr. Talent)
9. Mr la Ballerine (Mr. Ballerina)
10. Mr Le Grand Frère (Mr. Big Brother)
11. Mr Le Metteur en Scène (Mr. Shakespeare)
12. Mr Cupidon (Mr. Meteor)
13. Mr Le Super Héros (Mr. Impossible)
14. Mr. Marvelous
15. Mr Ouaf (Mr. Dog)
16. Mr Portrait Annuel (Mr. Picture Day)
17. Mr Envoyez la Musique (Mr. School Song)
18. Mr Le Hamster (Mr. Tickleschmootz)
19. Mr Le Meilleur Prof (Mr. Elderman)
20. Mr Halloween (Mr. Mummy)
21. Mr Le Serviteur (Mr. Servant)
22. Mr le Chef-d’œuvre (Mr. Masterpiece)
23. Mr Le Petit Génie (Mr. Brain)
24. Mr la Mite (Mr. Moth)
25. Mr l'Astronaute (Mr. Space - part 1)
26. Mr l'Astronaute (Mr. Space - part 2)

### Deuxième saison (2012)
1. Monsieur Noël (Mr. Claus)
2. Monsieur Sablevador - partie 1 (Mr. Spring Break - part 1)
3. Monsieur Sablevador - partie 2 (Mr. Spring Break - part 2)
4. Monsieur Entremetteur (Mr. Matchmaker)
5. Monsieur Sommeil (Mr. Sleep)
6. Monsieur Télé (Mr. TV)
7. Monsieur Prestige (Mr. Pickles)
8. Monsieur Étudiant (Mr. Student)
9. Monsieur Court-métrage (Mr. Film Festival)
10. Monsieur Eléphant (Mr. Elephant)
11. Monsieur Candidat (Mr. Candidate)
12. Monsieur Robot 2.0 (Mr. Robot 2.0)
13. Monsieur Rock Star (Mr. Rock Star)
14. Monsieur Témoin (Mr. Witness)
15. Monsieur Université (Mr. College)
16. Monsieur Découverte (Mr. Discovery)
17. Monsieur Pixel (Mr. Pixel)
18. Monsieur Danse (Mr. Dance)
19. Monsieur Cyclope (Mr. Cyclope)
20. Monsieur Personnalité (Mr. Switch)
21. Monsieur Scooter (Mr. Scooter)
22. Monsieur Origami (Mr. Airplane)
23. Monsieur Poète (Mr. Poet)
24. Monsieur Alligator (Mr. Alligator)
25. Monsieur 1812 (Mr. 1812)
26. Monsieur Invisible (Mr. Invisible)

### Troisième saison (2012-2013)
1. Monsieur bonbon (Mr. Candy)
2. Titre français inconnu (Mr. & Mrs. Roboto)
3. Monsieur magique (Mr. Magic)
4. Titre français inconnu (Mr. Apartment)
5. Titre français inconnu (Mr. Hyde)
6. Titre français inconnu (Mr. Elf)
7. Titre français inconnu (Mr. Time)
8. Titre français inconnu (Mr. Pickles-In-Law)
9. Titre français inconnu (Mr. Sci-Fi)
10. Titre français inconnu (Mr. Tutor)
11. Titre français inconnu (Mr. Club)
12. Titre français inconnu (Mr. Heart)
13. Titre français inconnu (Mr. Sasquawk)
14. Titre français inconnu (Mr. Slumber Party)
15. Titre français inconnu (Mr. Double Date)
16. Monsieur lettre d'amour (Mr. Love Letter)
17. Titre français inconnu (Mr. Freshman)
18. Titre français inconnu (Mr. First Impression - part 1)
19. Titre français inconnu (Mr. First Impression - part 2)
20. Titre français inconnu (Mr. First Impression - part 3)
21. Titre français inconnu (Mr. Memory)
22. Titre français inconnu (Mr. Kidd)
23. Titre français inconnu (Mr. Court)
24. Titre français inconnu (Mr. Budget)
25. Titre français inconnu (Mr. Interview)
26. Titre français inconnu (Mr. Spin-Off)
27. Titre français inconnu (Mr. Finale Part 1)
28. Titre français inconnu (Mr. Finale Part 2)